# Pierre IX du Kongo
Pierre VIII ou IX du Kongo  (D. Pedro VIII ou IX Afonso Mansala en  portugais), mort en octobre 1962 est le Manikongo titulaire du royaume du Kongo en 1962.
Pierre IX Afonso est le fils du Manikongo titulaire Antoine III mort en 1957. Il monte sur le trône le 9 septembre 1962 après la « régence » de la veuve du défunt roi Maria Isabel da Gama (1957-1962) mais il meurt dès le mois d'octobre suivant. Faute d'un accord entre les prétendants, la « régence » est de nouveau confiée à Maria Isabel de Gama qui la conservera jusqu'à la disparition définitive de la fonction royale 1975.